# Biosinteză
Biosinteza reunește totalitatea proceselor anabolice și este un proces chimic care se desfășoară în mai multe etape, catalizat de enzime, în urma căruia are loc transformarea unuia sau mai multor substraturi într-un anumit produs de biosinteză. Procesele biosintetice au loc în organismele vii și sunt adesea alcătuite din mai multe căi metabolice. 
În majoritate, procesele anabolice, de biosinteză, se realizează cu consum de energie (prin intermediul moleculei macroergice de ATP), iar enzimele implicate în cataliza acestora necesită prezența unor coenzime sau cofactori (de exemplu, NADH, NADPH).

## Reacțiile biosintetice

### Componente
Biosintezele au loc în urma desfășurării unor serii de reacții chimice. Pentru ca aceste reacții să aibă loc, sunt necesare următoarele elemente:
- Precursorii: acești compuși sunt moleculele de la care se pornește, sau substraturile corespunzătoare procesului biosintetic. Pot fi comparați cu reactanții unui proces chimic.
- Energia chimică: aceasta este stocată în molecule bogate în energie, acestea fiind necesare pentru reacțiile care nu sunt favorabile din punct de vedere energetic. Un exemplu este ATP-ul, care cedează de obicei o grupă fosfat unei alte molecule.
- Enzimele catalitice: aceste molecule sunt proteine care au scopul de a cataliza o reacție biochimică prin creșterea vitezei de reacție și prin descreșterea energiei de activare necesare desfășurării reacției.
- Coenzimele sau cofactorii: acestea sunt molecule care ajută la desfășurarea reacțiilor. Pot fi ioni metalici (precum Mg2+), derivați vitaminici (precum NADH, NADPH sau acetil-CoA) sau alți compuși (precum este ATP-ul).

### Tipuri
În sensul cel mai simplu, reacțiile care au loc în procesele biosintetice pot fi generalizate astfel:
{\displaystyle {\ce {Reactant ->[][enzima] Produs}}}
Câteva variații ale acestei ecuații generale pot fi detaliate după cum urmează:
1. Compuși simpli care sunt transformați în alți compuși, de obicei ca etapă a unei căi metabolice. Două exemple de astfel de reacții sunt cele din timpul formării acizilor nucleici și respectiv încărcarea ARNt înaintea translației. Aceste etape necesită o sursă energetică:
{\displaystyle {\ce {{Molecula~precursor}+ATP<=>{produs~AMP}+PP_{i}}}}
2. Compuși simpli care sunt transformați în alți compuși cu ajutorul cofactorilor. De exemplu, sinteza fosfolipidelor membranare necesită acetil-CoA, în timp ce sinteza altor componente membranare, sfingolipidele, necesită prezența NADH și FADH ca cofactori. Ecuația generală este:
{\displaystyle {\ce {{Molecula~precursor}+Cofactor->[][enzima]macromolecula}}}
3. Compuși simpli care se leagă pentru a forma o macromoleculă. De exemplu, acizii grași se leagă pentru a forma fosfolipide. Reacția poate fi generalizată:
{\displaystyle {\ce {{Molecula~1}+Molecula~2->macromolecula}}}